# Benin Marina
Benin Marina là một khách sạn 4 sao ở Cotonou, Benin. Nó nằm ở Boulevard De La Marina, BP 1901 trong khu phố Haie Vive, gần Sân bay Quốc tế Cardinal Bernardin Gantin và Supercenter Erevan. Đây là khách sạn lớn nhất trong cả nước. Nó nằm trong một tòa nhà lớn trước đây là khách sạn Sheraton, ở phía tây của cảng Cotonou cũ. Nằm trong khu vườn cảnh, khách sạn có hai hồ bơi, ba sân tennis và sân gôn 9 lỗ nhỏ. Tòa nhà chỉ cao bốn tầng nhưng chiếm diện tích đất đáng kể. Hồ bơi nằm cạnh bãi biển. Khách sạn có 200 phòng, 1 Royal Suite, 8 Junior Suites và 12 bungalow. Khách sạn có Nhà hàng Coffeeshop 'Le Popo', Quán nướng 'Les Tanekas' bên hồ bơi, Quán bar Piano 'Le Nokoué' và Câu lạc bộ đêm/ Quán bar Karaoke 'Le Tèkè'. Khách sạn thỉnh thoảng được sử dụng cho các cuộc họp ngoại giao quan trọng ở Cotonou và có 1 phòng hội nghị và 6 phòng họp.